# Кнёс, Улоф Андерссон
Улоф Андерссон Кнёс (1756—1804) — историк-библиогност, был профессором в Уппсале, собирал редкие книги.

## Биография
Улоф Андерссон Кнёс родился в Лексберге 21 марта 1756 года в семье Андреаса Кнёса и его жены Бриты.
Во время учёбы в школе он присоединился к нескольким друзьям в небольшом научном сообществе, которое от имени Английского топографического общества собирало материал для описания регионов происхождения с геологической и исторической точек зрения.
Интерес в области научных исследований, который сделал Кнёса одним из самых влиятельных членов совета этой группы, проявился ещё более ярко после его возвращения в Уппсалу, где он в 1772 году стал студентом академии, а в 1779 году — магистром искусств.
Он был принят на должность чрезвычайного генерального куратора в Королевской библиотеке в Стокгольме, Швеция, но вернулся в 1780 году в академию, где завершил работу и был назначен адъюнкт-профессором, а в 1784 году его назначили внештатным лектором.
В 1796 году он получил должность адъюнкт-профессора в университете средней школы.
Исторические документы, которые он собрал за свою жизнь, составляют основную часть коллекции Кнёсской войсковой библиотеки. Она включает в себя 96 томов как оригиналы, так и расшифровки исторических документов.
Из его изданий и трудов известны: «Historiola litteraria poetarum Westogothiae latin. 1776—97», «Historia Academ. Upsal. 1783—95», «Analecta epistolarum in primis historiam et res litterarias Sueciae illustrantium, 1787». Не опубликованными осталось: «Repertorium Sueciae biographicum», которым пользовались позднейшие историки шведской литературы.